# Verleugnung
Verleugnung ist ein psychischer Mechanismus, durch den die Wahrnehmung einer schwer erträglichen Realität abgewehrt werden kann. Der ursprünglich aus der Psychoanalyse stammende Begriff wird sowohl im individuellen Zusammenhang als auch im gesellschaftlichen Kontext gebraucht. Im Unterschied zur Verdrängung als Triebabwehr richtet sich die Verleugnung gegen die äußere Realität.

## Begriffsgeschichte
Verleugnung leitet sich von dem Verb leugnen ab, welches im Sinne des Bestreitens einer Wahrheit, etwas bestreiten, für falsch erklären oder verneinen im deutschen Sprachraum seit der Zeit um 800 nachweisbar ist. Es wurde vor allem auf das Verleugnen einer Schuld oder der der Nicht-Anerkennung einer Verpflichtung gebraucht. In der Begriffsverwendung im christlich-biblischen Kontext war der Begriff mit der Verleugnung des Petrus auf einen äußeren Vorgang bezogen. Zum eigenen Schutz vor einer äußeren Gefahr bzw. Bedrohung wurde gegenüber Dritten eine bestehende Beziehung verleugnet.
Erst mit Sigmund Freud etablierte sich daneben eine Begriffsverwendung, bei der die Verleugnung als ein psychologischer Vorgang beschrieben wird. Freud verwendete ihn zunächst (1908) deskriptiv als eine Erscheinungsform eines Widerstandes in der Behandlung: Der Kranke habe einen Einfall und suche ihn zugleich in seiner Bedeutung für die Behandlung zu verleugnen: „Jetzt ist mir allerdings etwas eingefallen, aber das kommt mir vor, als hätte ich es willkürlich hinzugefügt, es scheint mir kein reproduzierter Gedanke zu sein.“ Seit 1924 verwendete Freud den Begriff dann in einem spezifischeren Sinne als einen Abwehrmechanismus, bei dem der Betreffende eine traumatisierende oder beängstigende Wahrnehmung vom Bewusstsein fernzuhalten suche. Ausführlicher schildert er diesen Mechanismus im Zusammenhang mit der Krankengeschichte vom Wolfsmann.
Seit Anna Freud, die wesentlich zur Systematisierung der Abwehrmechanismen beitrug, wurde die Verleugnung in der Psychoanalyse meist als einer der frühen Abwehrmechanismen bezeichnet, der im Zusammenwirken mit Spaltung, Idealisierung, der Introjektion und der unreifen Projektion, später auch der Projektiven Identifikation, die Möglichkeiten der frühen Abwehr kennzeichne.
Der Begriff wurde von anderen psychologischen Richtungen übernommen, wie etwa der Gestalttherapie oder der Klientenzentrierten Psychotherapie und gehört inzwischen zum allgemeinen Vokabular in der Psychiatrie und medizinischen Psychologie. In der Sozialpsychologie findet der Begriff in der Darstellung der Mechanismen zur Verminderung der Kognitiven Dissonanz nach Leon Festinger Verwendung.
Grundsätzlich handelt es sich bei der Verleugnung nicht um ein per se pathologisches Phänomen, sondern um eine Möglichkeit des Seelischen, sich gegen Überforderung zu schützen. So findet sich die Möglichkeit einer zeitweisen Verleugnung regelmäßig bei übermächtigen Ereignissen wie Naturkatastrophen, Kriegsereignissen, Unfällen, Gewalterfahrungen und anderen individuell schweren, und besonders bei plötzlich einsetzenden, Belastungen. Im Kontext von Trauer, sei es nach dem Verlust eines Menschen, bei traumatischen Erlebnissen oder der Mitteilung einer schweren Erkrankung, wird von Autoren wie Elisabeth Kübler-Ross und Verena Kast die Verleugnung als eine erste Phase der Verarbeitung beschrieben.
Seit Ende des Zweiten Weltkriegs taucht der Begriff darüber hinaus im gesellschaftlich-politischen Kontext auf und bezeichnet seither auch kollektive Verleugnungsstrategien in Bezug auf historische Fakten (Holocaustleugnung, Leugnung des Völkermords an den Armeniern), aktuelle Bedrohungen (AIDS-Leugnung, Pandemieleugnung) oder gegenüber wissenschaftlichen Vorhersagen (Klimawandelleugnung).

## Entwicklungspsychologie
Anna Freud beschreibt den Vorgang der Verleugnung beim Kind in seiner Entstehungsform: Wenn das Ich des Kindes sich dagegen sträube, eine Wirklichkeit zur Kenntnis zu nehmen, so wende es sich erst einmal von der Realität ab, verleugne sie und ersetze sie dann durch eine gegenteilige Fantasie. So werde z. B. das kleine Kind, das sich in einer bestimmten Situation als ohnmächtig erlebe, in der Welt seiner Fantasie zu einem mächtigen Beherrscher. Anders als im Kontext von psychotischen Erkrankungen gehöre dies im Kindesalter wie auch im Tagtraum in den Bereich der normalen Verarbeitung negativer Erfahrungen.
Durch die Verleugnung in Wort und Handlung trete das Fantasiegeschehen in die Außenwelt und könne von anderen im kindlichen Spiel und im Alltag wahrgenommen werden. So spiele das Kind etwa Szenen, in denen es als brüllender Löwe die Erwachsenen erschrecke oder als Kapitän ein Schiff lenke. Im Alltag trage es vielleicht Accessoires, die das Erwachsensein charakterisieren wie hohe Schuhe, Lippenstift oder eine Aktentasche. Die Erwachsenen können diese Spiele mitspielen und das Kind in seiner Fantasie bestärken, indem sie ihm bestätigen, wie groß und stark es schon sei oder dass es jetzt zur Arbeit gehe, wie der Vater oder die Mutter. Anna Freud beschreibt einen kontinuierlichen Übergang vom (gesunden) kindlichen Spiel zur neurotischen Formenbildung, die bei Kindern eine vorübergehende Erscheinung sein können.
Im Spiel könne die ausgleichende Fantasie neben der Realitätsprüfung bestehen, ohne diese zu stören, während sie im krankhaften Bereich zu Zwangshandlungen führen könne, die nicht mehr ohne Angst aufgegeben werden können.
Ausführlich beschreibt auch Donald Winnicott die Bedeutung dieser Fantasiespiele und das Mitspielen der Erwachsenen, durch die das Kind allmählich sein kindliches Größenselbst aufgeben und auf die Verleugnung der Realität verzichten könne.
In der Adoleszenz kann es zu einer erneuten Nutzung der Verleugnung, wie auch der Spaltung, kommen, um die widerstreitenden Gefühle von Stärke, Schwäche, Autonomiestreben und einem intensiven Regressionsbedürfnis zu regulieren. Auch in dieser Lebensphase kann die Verleugnung einerseits zu den regulären Verarbeitungsmechanismen gehören, aber ebenso in eine psychische Störung führen oder anfällig machen für die Manipulation durch extreme soziale, religiöse oder politische Gruppierungen.

## Krankheitslehre
Bei Otto F. Kernberg taucht die Verleugnung als eine von fünf spezifischen Abwehrmechanismen auf, welche die Borderline-Persönlichkeitsstörung kennzeichneten: Spaltung, Primitive Idealisierung, Frühformen der Projektion (insbesondere die Projektive Identifizierung), Verleugnung sowie Allmacht (Omnipotenz) und Entwertung. Die Verleugnung unterstütze den charakteristischen Spaltungsvorgang, durch den emotional gegensätzliche Bewusstseinsinhalte getrennt gehalten werden. Der Patient sei sich zwar bewusst, dass seine Empfindungen und Gedanken gegenüber einer anderen Person oder sich selbst zu einem anderen Zeitpunkt gegensätzlich zu den momentanen sind, dies habe aber keine emotionale Relevanz. Die beiden verschiedenen Seiten seines Erlebens verleugneten einander jeweils wechselseitig und es sei charakteristisch für Menschen mit dieser Störung, dass sie die jeweils andere Emotion ignorierten und nicht in ein verbindendes Erleben integrieren könnten. Im therapeutischen Teil beschreibt Kernberg anhand von Beispielen verschiedene Methoden, mit denen im Verlauf einer langfristigen Behandlung die Kombination dieser Abwehrmechanismen bearbeitet werden könnten. Die Verleugnung zeige sich auch in der Übertragung, indem Realitätsaspekte der Therapiesituation verleugnet würden, um Übertragungsbedürfnisse zu befriedigen. Durch ebenfalls auftretende Verleugnung positiver Anteile der Übertragung gelänge es manchen Patienten eine geeignete Distanz zum Therapeuten herzustellen.
Christa Rohde-Dachser ergänzte die bereits bei Kernberg für die Borderline-Persönlichkeitsstörung beschriebene Kombination der Abwehrmechanismen um das Agieren und die Externalisierung und präzisierte im Hinblick auf die Verleugnung, dass diese in Erscheinung trete, wenn die Personen mit Widersprüchen in ihren Gefühlen konfrontiert würden, gegenüber Gefühlen aus der Vergangenheit, die im Gegensatz zum aktuellen Erleben stünden und beschreibt, wie es dadurch zu verzerrten Wahrnehmungen der Realität komme. Klinisch zeige sich die Verleugnung häufig in einem Vergessen gegenüber aktuell bestehenden Konflikten.
Allgemein wird die Verleugnung in der tiefenpsychologischen Krankheitslehre häufig einer ersten, frühen Ebene der Abwehrmechanismen zugeordnet. Es gibt aber auch Verleugnungen auf strukturell später angesiedeltem Niveau, bei der sie mit der Isolierung und Verneinung verbunden sind und solche, bei denen eine nicht erwünschte Emotion durch eine gegenteilige ersetzt wird, wie bei der manischen Verleugnung der Depression. Im Kontext der Selbstpsychologie taucht die Verleugnung als ein Mechanismus zur Stabilisierung des Selbst auf, mit deren Hilfe es emotional instabilen Menschen gelinge, die „guten“ Selbstobjekte zu schützen, indem die „bösen“ Anteile der Selbstobjektwahrnehmung verleugnet würden.
Bei Suchterkrankungen gehört die Verleugnung des eigenen süchtigen Verhaltens und der Abhängigkeit vom Suchtmittel, neben dem starken Verlangen, dem Kontrollverlust, Entzugssymptomen und Toleranzentwicklung, zu den Kernmerkmalen der Erkrankung. Auch die Angehörigen verleugnen in der Co-Abhängigkeit das Vorhandensein oder die Schwere der Erkrankung.

## Familiendynamik
Im Zusammenhang mit Gewalterfahrungen und psychischen Traumatisierungen wird die Verleugnung als ein oft schwer auflösbarer Mechanismus in der Täter-Opfer-Konstellation beschrieben, der die Betroffenen auch nach Auflösung der direkten Opferkonstellation nachhaltig schädigt. In Familien stabilisiert die gemeinsame Verleugnung von Gewalterfahrungen nicht nur das Bild, welches die Familie nach außen aufrechtzuerhalten sucht, sondern ebenso den Erhalt des familiären Systems der Familie nach innen. Diskutiert wird die Bedeutung der Verleugnung in Familien z. B. im Zusammenhang mit sexuellem Missbrauch, bei der alle Familienmitglieder wie auch die nähere Umgebung den Missbrauch eines Kindes verleugnen, um so das System der Familie nicht insgesamt zu gefährden. Das betroffene Kind wird dadurch doppelt geschädigt, weil es ein innerpsychisches Gleichgewicht nur durch Verleugnung des eigenen Erlebens aufrechterhalten kann.

## Politisch-gesellschaftliche Ebene
Von Verleugnung wird auch gesprochen, wenn gesellschaftliche Gruppen, Staaten und Kulturen historische oder aktuelle Tatsachen sowie bestimmte wissenschaftliche Erkenntnisse leugnen und durch eine andere Interpretation ersetzen. Versuche, historische Tatsachen zu verleugnen bzw. anders zu interpretieren, untersucht die Geschichtswissenschaft auch unter dem Begriff des Geschichtsrevisionismus. Beispiele sind die Holocaust-Leugnung, die Leugnung des Völkermords an den Armeniern.
Als Beispiele einer systematischen Leugnung von Gefahren und Bedrohungen gelten die AIDS-Leugnung, die Klimawandelleugnung und die Leugnung der Covid-19-Pandemie. Die Motivationen für Leugnungen können bei gleichem Inhalt unterschiedlich sein, wie etwa beim Bestreiten der gesundheitsschädlichen Folgen des Tabakkonsums durch Raucher oder durch die Tabakindustrie. Motive für die Verleugnung übermächtiger Gefahren wie dem Klimawandel, einer nuklearen Katastrophe oder einer Pandemie können sowohl im persönlichen Bereich liegen, etwa einer unbewusst bleibenden Angst, die anders nicht zu bewältigen ist, als auch interessegeleitet sein.
Zur Wissenschaftsleugnung werden die Ablehnung der Evolutionslehre oder das Abstreiten der Relativitätstheorie gezählt und das Abstreiten der gesundheitsschädlichen Auswirkungen der Luftverschmutzung. Beispiele der Leugnung bestimmter Ereignisse oder ihre Ursachen sind die Leugnung der Mondlandung oder der Anschläge des 11. September 2001 oder die Verleugnung der Gefahren kriegerischer oder ziviler Nutzung der Nukleartechnik.
Wie auf der individuellen Ebene können auch auf der kollektiven die verleugneten Wahrnehmungen durch Fantasien, Worte und Handlungen ersetzt werden, die dann durch eine differenzierte Ausformung zu ideologisch motivierten oder nutzbaren Verschwörungstheorien ausgebaut und der verleugneten Realität entgegengestellt werden. Verleugnung und Gegenrealität stabilisieren sich dabei gegenseitig.